# Gluvia
Genre
Synonymes
- Paracleobis Pocock, 1895

Gluvia est un genre de solifuges de la famille des Daesiidae.

## Distribution
Les espèces de ce genre se rencontrent en Espagne, au Portugal et au Cap-Vert.

## Liste des espèces
Selon Solifuges of the World (version 1.0) :
- Gluvia atlantica Simon, 1879
- Gluvia dorsalis (Latreille, 1817)

et décrite depuis :
- Gluvia brunnea Pertegal, Barranco, De Mas & Moya-Laraño, 2024

## Systématique et taxinomie
Ce genre a été décrit par C. L. Koch en 1842. 
Paracleobis a été placé en synonymie par Kraepelin en 1901.

## Publication originale
- C. L. Koch, 1842 : « Systematische Übersicht über die Familie der Galeoden. » Archiv für Naturgeschichte, vol. 1, p. 350-356 (texte intégral).